# Грудна кост
Стернум или грудна кост је кост плочастог (равног) облика на средини грудног коша. 
Име потиче од њеног изгледа јер подсећа на римски мач - sternum. 
Састоји се од три дела:
1. (дршка мача), који се налази на врху грудног коша и повезан је са прва два ребра.
2. (тело, оштрица мача), који чини највећи део кости и повезан је са 3-7 ребром
3. , мали продужетак на крају кости.

Стернум заједно са ребрима гради предњи зид грудног коша и штити унутрашње органе срце и плућа, такође учествује у продукцији еритроцита (црвена крвна зрнца).